# Gran Premi del Jurat (Berlinale)
El Ós de Plata Gran Premi del Jurat (Silberner Bär/Großer Preis der Jury, en alemany) és un guardó que concedeix el Jurat en el Festival Internacional de Cinema de Berlín.

## Guanyadors
| Any  | Pel·lícula                                    | Director                               | País                      |
| ---- | --------------------------------------------- | -------------------------------------- | ------------------------- |
| 1965 | La felicitat                                  | Agnès Varda                            | França                    |
| 1965 | Repulsion                                     | Roman Polański                         | França                    |
| 1966 | Schonzeit für Füchse                          | Peter Schamoni                         | Alemanya Occidental       |
| 1967 | Alle Jahre wieder                             | Ulrich Schamoni                        | Alemanya Occidental       |
| 1967 | La Collectionneuse                            | Éric Rohmer                            | França                    |
| 1968 | Nevinost bez zastite                          | Dušan Makavejev                        | Iugoslàvia                |
| 1969 | Premi no atorgat                              | Premi no atorgat                       | Premi no atorgat          |
| 1970 | Premi no atorgat                              | Premi no atorgat                       | Premi no atorgat          |
| 1971 | Il Decameron                                  | Pier Paolo Pasolini                    | Itàlia                    |
| 1972 | The Hospital                                  | Arthur Hiller                          | EUA                       |
| 1973 | Il n'y a pas de fumée sans feu                | André Cayatte                          | França/Itàlia             |
| 1974 | The Clockmaker                                | Bertrand Tavernier                     | França                    |
| 1975 | Dupont Lajoie                                 | Yves Boisset                           | França                    |
| 1975 | Overlord                                      | Stuart Cooper                          | Regne Unit                |
| 1976 | Canoa                                         | Felipe Cazals                          | Mèxic                     |
| 1977 | Le Diable probablement                        | Robert Bresson                         | França                    |
| 1978 | A Queda                                       | Ruy Guerra Nelson Xavier               | Brasil                    |
| 1979 | Iskanderija... lih                            | Youssef Chahine                        | Egipte/Algèria            |
| 1980 | Chiedo asilo                                  | Marco Ferreri                          | Itàlia/França             |
| 1981 | Akaler Sandhane                               | Mrinal Sen                             | Índia                     |
| 1982 | Dreszcze                                      | Wojciech Marczewski                    | Polònia                   |
| 1983 | Hakkari'de Bir Mevsim                         | Erden Kiral                            | Turquia                   |
| 1984 | No habrá más penas ni olvido                  | Héctor Olivera                         | Argentina                 |
| 1985 | Szirmok, virágok, koszorúk                    | László Lugossy                         | Hongria                   |
| 1986 | La messa è finita                             | Nanni Moretti                          | Itàlia                    |
| 1987 | Umi to dokuyaku                               | Kei Kumai                              | Japó                      |
| 1988 | Komissar                                      | Alexander Askoldow                     | Unió Soviètica            |
| 1989 | Evening Bell                                  | Wu Ziniu                               | Xina                      |
| 1990 | Astenicheskiy sindrom                         | Kira Muratowa                          | Unió Soviètica            |
| 1991 | La Condanna                                   | Marco Bellocchio                       | Suïssa/Itàlia/França      |
| 1991 | Satan                                         | Viktor Aristow                         | Unió Soviètica            |
| 1992 | Édes Emma, drága Böbe - vázlatok, aktok       | István Szabó                           | Hongria                   |
| 1993 | El somni d'Arizona (Arizona Dream)            | Emir Kusturica                         | EUA                       |
| 1994 | Fresa y chocolate                             | Tomás Gutiérrez Alea Juan Carlos Tabío | Cuba/Mèxic/Espanya        |
| 1995 | Smoke (També per l'actuació de Harvey Keitel) | Wayne Wang                             | EUA                       |
| 1996 | Lust och fägring stor                         | Bo Widerberg                           | Suècia/Dinamarca          |
| 1997 | The River                                     | Tsai Ming-liang                        | Taiwan                    |
| 1998 | La cortina de fum (Wag the Dog)               | Barry Levinson                         | EUA                       |
| 1999 | Mifunes sidste sang                           | Søren Kragh-Jacobsen                   | Dinamarca                 |
| 2000 | El camí cap a casa                            | Zhang Yimou                            | Xina                      |
| 2001 | Beijing Bicycle                               | Wang Xiaoshuai                         | Xina                      |
| 2002 | Halbe Treppe                                  | Andreas Dresen                         | Alemanya                  |
| 2003 | Adaptation                                    | Spike Jonze                            | EUA                       |
| 2004 | El abrazo partido                             | Daniel Burman                          | Argentina                 |
| 2005 | Peacock                                       | Gu Changwei                            | Xina                      |
| 2006 | Offside                                       | Jafar Panahi                           | Iran                      |
| 2006 | En Soap                                       | Pernille Fischer Christensen           | Suècia/Dinamarca          |
| 2007 | El otro                                       | Ariel Rotter                           | França/Argentina/Alemanya |
| 2008 | Standard Operating Procedure                  | Errol Morris                           | EUA                       |
| 2009 | Alle Anderen                                  | Maren Ade                              | Alemanya                  |
| 2009 | Gigante                                       | Adrián Biniez                          | Uruguai/Espanya           |
| 2010 | If I Want to Whistle, I Whistle               | Florin Şerban                          | Romania                   |
| 2011 | The Turin Horse                               | Béla Tarr                              | Hongria                   |
| 2012 | Csak a szél                                   | Bence Fliegauf                         | Hongria                   |
| 2013 | Epizoda u životu berača željeza               | Danis Tanović                          | Bòsnia i Hercegovina      |
| 2014 | The Grand Budapest Hotel                      | Wes Anderson                           | Regne Unit / Alemanya     |
| 2015 | El club                                       | Pablo Larraín                          | Xile                      |
| 2016 | Smrt u Sarajevu                               | Danis Tanović                          | Bòsnia i Hercegovina      |
| 2018 | Estiu 1993                                    | Carla Simón                            | Catalunya                 |
| 2019 | Grâce à Dieu                                  | François Ozon                          | França                    |
| 2020 | Never Rarely Sometimes Always                 | Eliza Hittman                          | EUA                       |
| 2021 | Wheel of Fortune and Fantasy                  | Ryusuke Hamaguchi                      | Japó                      |
| 2022 | La pel·lícula del novel·lista                 | Hong Sang-soo                          | Corea del Sud             |